# Апвеллинг

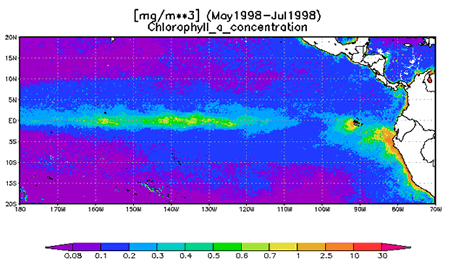
Зона экваториального апвеллинга в Тихом океане

Апвеллинг (англ. upwelling) — подъём глубинных вод океана к поверхности. Наиболее часто наблюдается у западных границ материков, где перемещает более холодные и богатые биогенами воды из глубин океана к поверхности, замещая более тёплые, бедные биогенами поверхностные воды. Также может встречаться практически в любом районе Мирового океана.
Различают как минимум четыре типа апвеллинга: прибрежный апвеллинг; крупномасштабный ветровой апвеллинг в открытом океане; апвеллинг, связанный с вихрями; апвеллинг, связанный с топографией.
Процессом, обратным апвеллингу, является даунвеллинг.

## Прибрежный апвеллинг

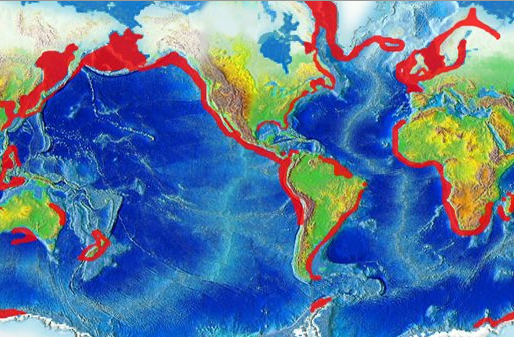
Красным показаны районы, где наиболее распространён прибрежный апвеллинг

Прибрежный апвеллинг — наиболее известный тип апвеллинга, который непосредственно влияет на человеческую деятельность, поскольку поддерживает наиболее продуктивные рыболовные районы Мирового океана. Глубинные воды богаты биогенными элементами, такими как азот и фосфор, которые являются результатом разрушения погружающегося на глубину органического материала (в основном отмершего планктона). Когда глубинные воды попадают на поверхность, фитопланктон начинает активно потреблять биогены, вместе с диоксидом углерода и солнечной энергией, производя органические вещества в процессе фотосинтеза. Таким образом, по сравнению с другими зонами океана в районах апвеллинга наблюдается высокая первичная продукция (количество углерода, зафиксированное фитопланктоном). Продукция велика и на более высоких трофических уровнях, поскольку фитопланктон является основой океанской пищевой цепи. Прибрежный апвеллинг часто наблюдается в следующих районах: побережье Перу, Чили, Аравийское море, западное побережье Южной Африки, восток Новой Зеландии, юго-восток Бразилии и побережье Калифорнии.
Пищевая цепь в океане выглядит так:
- фитопланктон → зоопланктон → планктоядные рыбы → крупные хищные рыбы

Некоторые рыбы — например, перуанский анчоус — в районах апвеллинга питаются непосредственно фитопланктоном и дают очень высокую продукцию.

Механизм формирования прибрежного апвеллинга в результате экмановского транспорта в Южном полушарии. Ветер дует вдоль берега на север; течение на поверхности благодаря экмановскому транспорту отклоняется влево (поскольку мы в Южном полушарии), и на место поверхностных вод приходят глубинные

Физический механизм, приводящий к прибрежному апвеллингу, связан с силой Кориолиса, в результате действия которой ветровые течения имеют тенденцию отклоняться вправо в Северном полушарии и влево в Южном полушарии. Например, когда в Северном полушарии ветры дуют по направлению к экватору вдоль восточной окраины океанского бассейна или по направлению к полюсу вдоль западной окраины океанского бассейна, поверхностные воды перемещаются от берега (экмановский транспорт, или экмановская спираль) и заменяются более плотными водами с нижележащих глубин.

## Экваториальный апвеллинг
Похожий феномен наблюдается в экваториальной зоне. Восточные ветры (направленные на запад), дующие вдоль экваториальной зоны в Атлантическом и Тихом океанах, за счёт экмановского транспорта перемещают воду вправо (к северу) в Северном полушарии и влево (к югу) в Южном полушарии. Это приводит к дивергенции, в результате которой более плотные и богатые биогенами глубинные воды поднимаются к поверхности. За счёт этого продуктивность становится настолько высокой, что экваториальные районы Тихого океана можно определить из космоса по широкой линии высокой концентрации фитопланктона.

## Апвеллинг в Южном океане

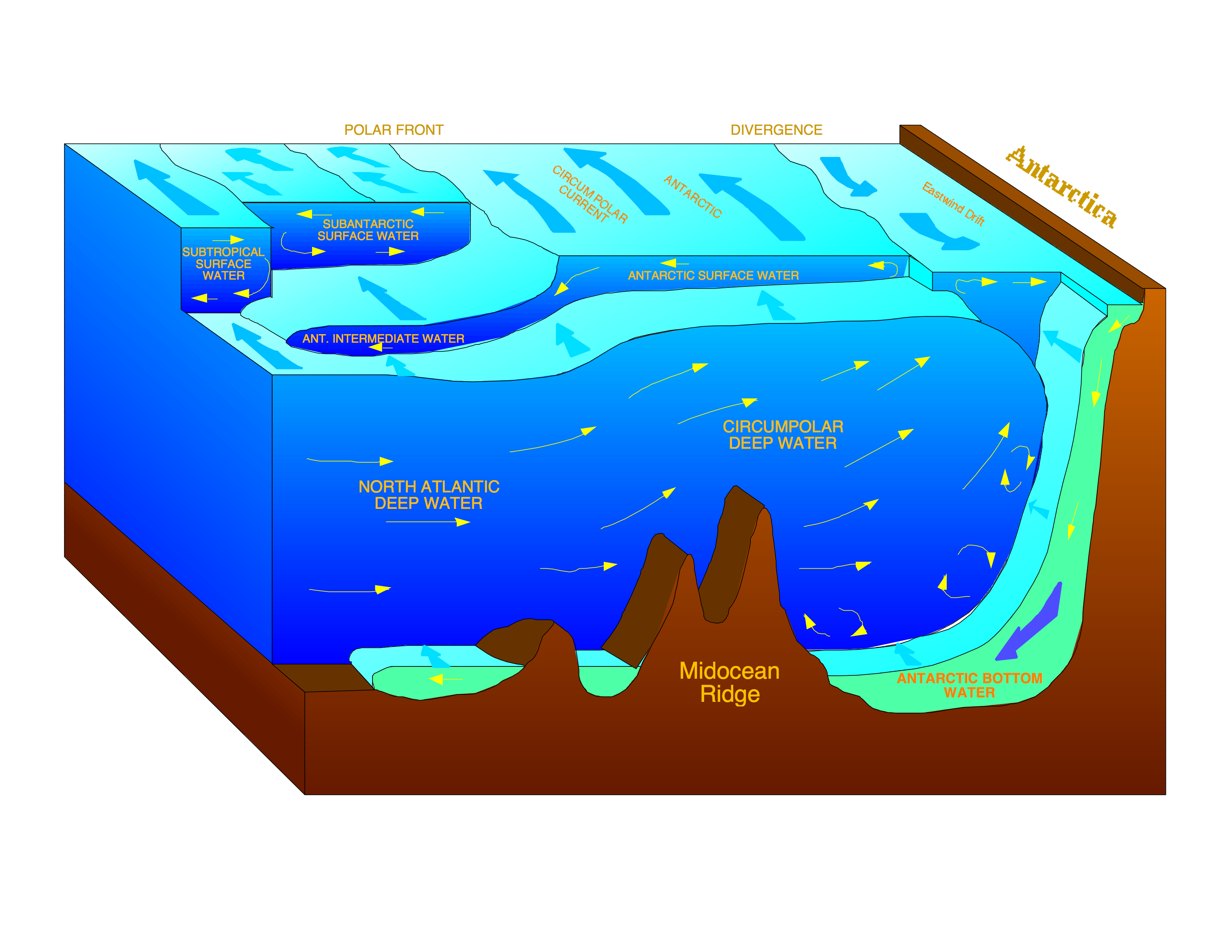
Апвеллинг в Южном океане

Крупномасштабный апвеллинг наблюдается также в Южном океане. Здесь сильные западные (направленные на восток) ветра дуют вдоль побережья Антарктиды, вызывая значительный поток поверхностной воды, направленный на север. Развивается сильный апвеллинг, который поднимает воды с больших глубин. Во многих численных моделях и согласно данным наблюдений апвеллинг в Южном океане является ключевым механизмом термохалинной циркуляции, при помощи которого плотные глубинные воды поднимаются к поверхности.

## Апвеллинг, вызываемый тропическими циклонами
Апвеллинг также может происходить в результате прохождения над океаном тропического циклона, обычно идущего со скоростью меньше 8 км/ч. Завихрение циклона разводит воду в стороны и вытягивает к поверхности более холодную воду из нижележащих слоёв океана. Это вызывает затухание циклона.

## Искусственный апвеллинг
Искусственным называют апвеллинг, вызываемый устройствами, которые используют энергию волн или преобразование термальной энергии океана, чтобы перекачивать воду к поверхности. Было показано, что такие устройства могут вызывать цветение воды.

## Неокеанический апвеллинг
Апвеллинг также происходит в других жидких средах, в частности в водах озёр (например, в Каспийском море), в земной магме или в плазме звёзд. Там он зачастую является результатом конвекции.

### Комментарии
1. ↑  Термин также применяется в геологии для описания конвективного подъема мантийного вещества[2].

### Сноски
1. ↑  Апвеллинг // Военно-морской словарь / Гл. ред. В. Н. Чернавин. — Москва: Военное издательство, 1989. — С. 25. — 511 с. — 100 000 экз. — ISBN 5-203-00174-X.
2. ↑  Bjornerud, 2021, Глава 3. Ритмы Земли.
3. ↑  US Research project, NSF and Oregon State University Архивировано 4 августа 2009 года.